# 1812 km do Catar
Os 1812 km do Catar são uma corrida de resistência realizada no Circuito Internacional de Lusail, em Lusail, Catar. A corrida foi criada em 2024 como prova de abertura do Campeonato Mundial de Endurance da FIA desse ano, tendo um contrato de 6 anos. A duração da prova 1812 km (ou no máximo 10 horas de corrida) é uma homenagem ao dia nacional do Catar: 18 de dezembro.

## Resultados
| Ano  | Vencedores Geral                            | Equipa                    | Carro        | Tempo        | Voltas | Distância/Duração | Campeonato |
| ---- | ------------------------------------------- | ------------------------- | ------------ | ------------ | ------ | ----------------- | ---------- |
| 2024 | Kévin Estre André Lotterer Laurens Vanthoor | Porsche Penske Motorsport | Porsche 963  | 9:55:51.926  | 335    | 1,814.75 km       | WEC        |
| 2025 | Antonio Fuoco Nicklas Nielsen Miguel Molina | Ferrari AF Corse          | Ferrari 499P | 10:01:39.098 | 318    | 1722.644 km       | WEC        |